# Ilha Caviana de Fora
Ilha Caviana de Fora är en ö i Brasilien.   Den ligger i delstaten Pará, i den norra delen av landet, 1 800 km norr om huvudstaden Brasília. Arean är 5,0 kvadratkilometer.
Terrängen på Ilha Caviana de Fora är mycket platt. Öns högsta punkt är 37 meter över havet. Den sträcker sig 49,4 kilometer i nord-sydlig riktning, och 95,7 kilometer i öst-västlig riktning.
I omgivningarna runt Ilha Caviana de Fora växer i huvudsak städsegrön lövskog. Trakten runt Ilha Caviana de Fora är nära nog obefolkad, med mindre än två invånare per kvadratkilometer.